# MTV OMG
Az MTV OMG egy brit fizetős zenecsatorna volt, mely 2018. március 1.-én indult el. A csatorna kizárólag az Egyesült Királyságban és Írországban volt elérhető. A csatorna a megszűnő VIVA csatornát váltotta. 2020. július 20-án megszűnt a Club MTV-vel és az MTV Rocks-szal együtt az alacsony nézettség miatt. 

## Nézettség
A csatorna főleg a női közönséget célozta meg műsoraival, melynek 59,88%-a nő, míg a nézők 40,12% férfi.

## Műsorai
- OMG's Weekend Hits!
- 2-4-1 Happy Hour Hits!
- OMG's Pop Obsessions!
- OMG! 00s Hits!
- OMG Loves: (artist)
- (artist) vs (artist): Pop Battle!
- Tree Mendous Tinsel Tunes!
- OMG! It's Goodbye!
- Hottest 20 Girls in the World!
- Summer is Fri-Nally Here! Hot 50 Summer Tunes!
- All New! This Week's OMG Top 20
- Top 50 OMG Music Moments